# Шенк, Питер (младший)
Питер Шенк — младший (нидерл. Pieter Schenk (II); 15 февраля 1693, Амстердам — 14 января 1775, Амстердам) — голландско-немецкий гравёр и картограф. Сын Питера Шенка — старшего.

## Биография
Питер Шенк — младший был сыном немецкого гравёра, картографа и издателя Питера Шенка — старшего (1660—1718), поселившегося в Амстердаме в конце XVII века. Питер-младший присоединился к своему отцу в его картографическом бизнесе в Амстердаме. Кроме того, отец и сын Шенки держали магазин в Лейпциге, где также продавались голландские картины. Например, молодой Питер-младший отправился в Лейпциг в 1715 году, чтобы продать несколько картин, в том числе Яна ван Хухтенбурга, Яна ван Мириса и Виллема ван Мириса.

### Творчество

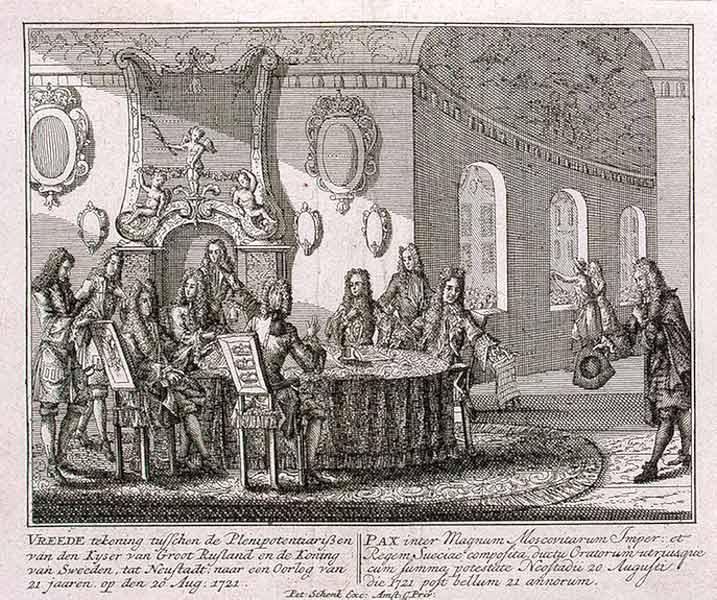
Гравюра «Подписание Ништадтского мира». 1721

Наиболее известен как создатель карт Саксонии и планов саксонских городов.
Также создал одну из самых красивых карт Швейцарии.
Автор нескольких принтов в стиле шинуазри.

## Семья
В 1726 году женился на Анне Гревинк.
У пары было восемь детей.